# Sirens of the Sea (album)
Sirens of the Sea è il primo album in studio del gruppo musicale britannico Above & Beyond, pubblicato il 21 luglio 2008 a nome Above & Beyond presents OceanLab.

## Tracce
1. Just Listen – 3:50
2. Sirens of the Sea – 5:56
3. If I Could Fly – 5:09
4. Breaking Ties – 5:14
5. Miracle – 6:43
6. Come Home – 4:33
7. On a Good Day – 5:57
8. Ashes – 6:30
9. I Am What I Am – 4:46
10. Lonely Girl – 5:32
11. Secret – 5:20
12. On the Beach – 4:45
13. Breaking Ties (Flow mix) – 6:11